# ヒュー・ジョンソン (評論家)

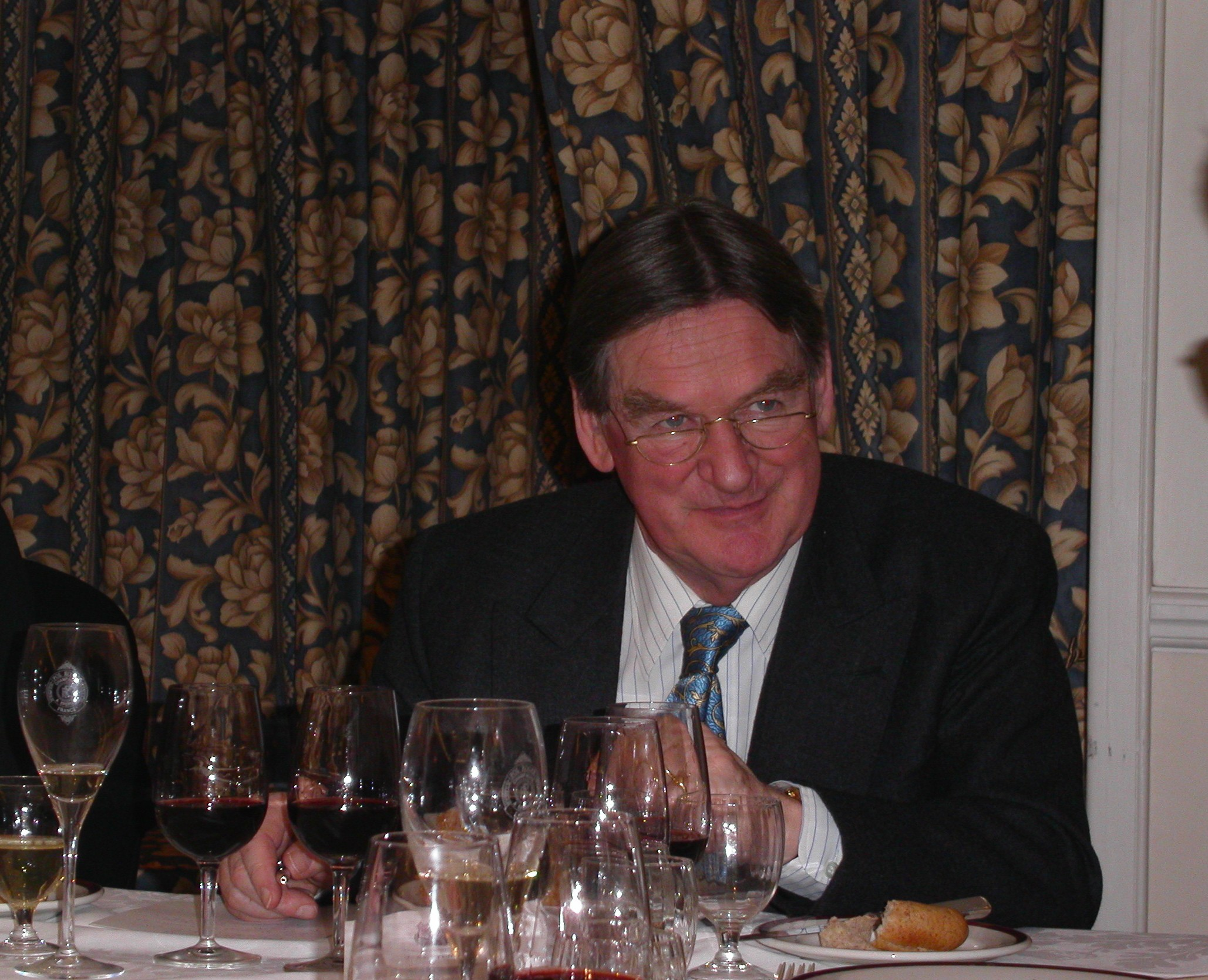
ヒュー・ジョンソン

ヒュー・ジョンソン（Hugh Johnson、1939年3月10日 - ）は、イギリスのワイン評論家。

## 来歴
1950年代にケンブリッジ大学キングス・カレッジを卒業した。ワインに関する著述やコメントが多く、1970年代後半から、ロバート・パーカーとならぶワインの第一人者として知られる。
彼の一挙手一投足でワインの価格が変わるといわれる。彼によって無名だった優れたワイン業者が紹介され、特にデイリーワインと呼ばれる日常用の比較的安価なワインにも目が配られるなど、功績も多い。

## ポケット・ワインブック
著作はかなりあるが、いちばんよく知られているのは、毎年9月に発行される「ポケット・ワインブック」である。1977年に初版の1978年版が発刊され、2008年に第31版が発刊された。2007年版は全世界で800万部販売されたとされる。文庫本より縦長の300ページほどの本で、世界のワイン生産地が簡単に解説され、ヴィンテージや推薦の生産者名などが書かれている。
辻静雄料理教育研究所が邦訳・校訂した日本語版が、早川書房から一年おきに、英語版から約9か月遅れて発刊されている。